# Cathédrale Notre-Dame-du-Rosaire de Manizales
Cette  cathédrale et basilique n’est pas la seule cathédrale Notre-Dame-du-Rosaire ni la seule basilique Notre-Dame-du-Rosaire.
La cathédrale Notre-Dame-du-Rosaire, de son nom complet cathédrale métropolitaine Notre-Dame-du-Rosaire, est une la cathédrale et une basilique de culte catholique romain située à Manizales, dans le département de Caldas, en Colombie.